# 川原駅
川原駅（チョヌォンえき）は、大韓民国全北特別自治道井邑市にある韓国鉄道公社（KORAIL）の駅である。2017年現在、停車する旅客列車は存在しない。

## 路線
- 韓国鉄道公社
  - 湖南線

## 歴史
- 1945年6月1日 - 開業[1]。
- 2010年1月5日 - 旅客取扱中止。

## 隣の駅
韓国鉄道公社
湖南線
井邑駅 - 川原駅 - 蘆嶺駅